# Indicatif régional 580

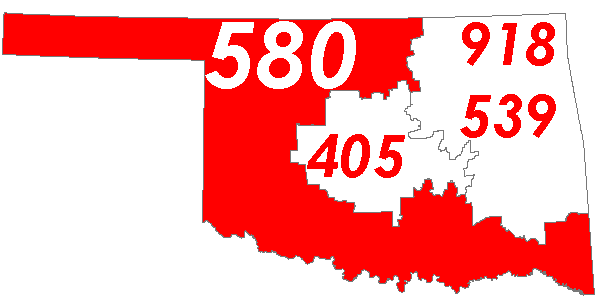
Localisation de l'indicatif téléphonique régional 580 en Oklahoma

L'indicatif régional 580 est l'indicatif téléphonique régional qui dessert l'ouest et le sud de l'État de l'Oklahoma aux États-Unis.

## Principales villes couvertes par l'indicatif
- Ada ;
- Lawton ;
- Enid ;
- Ponca City ;
- Altus ;
- Frederick ;
- Weatherford ;
- Guymon ;
- Durant ;
- Ardmore.

L'indicatif régional 580 fait partie du Plan de numérotation nord-américain.

## Historique des indicatifs régionaux de l'Oklahoma
Jusqu'au 1er janvier 1953, l'indicatif 405 couvrait tout l'État de l'Oklahoma.
Le 1er janvier 1953, une première scission de l'indicatif 405 a créé l'indicatif 918 qui couvre le nord-est de l'État.
Le 1er novembre 1997, une seconde scission de l'indicatif 405 a créé l'indicatif 580 qui couvre l'ouest et le sud de l'État. L'indicatif 405 a alors été réduit à la région métropolitaine d'Oklahoma City alors que l'indicatif 580 couvrait le reste du territoire antérieur de l'indicatif 405, c'est-à-dire l'ouest et le sud de l'État.
Le 1er avril 2011, l'indicatif 539 a été créé par chevauchement de l'indicatif 918.